# 2000 Meters to Andriivka
Pour plus de détails, voir Fiche technique et Distribution.
2000 Meters to Andriivka est un film documentaire ukrainien écrit et réalisé par Mstyslav Tchernov et dont la sortie est prévue en 2025.

## Sujet
Le film suit une section ukrainienne qui doit traverser un kilomètre de forêt lourdement fortifiée pour libérer un village stratégique de l'occupation russe. Un journaliste accompagne les soldats, témoignant des ravages de la guerre et de l'incertitude croissante quant à sa conclusion.

## Fiche technique
- Titre original :  2000 Meters to Andriivka
- Réalisation : Mstyslav Tchernov
- Scénario : Mstyslav Tchernov
- Photographie : Mstyslav Tchernov
- Montage : Michelle Mizner
- Musique : Sam Slater
- Production : Raney Aronson, Mstyslav Tchernov, Michelle Mizner
- Sociétés de production :
- Pays de production : Ukraine
- Langue originale : ukrainien, anglais
- Format : couleur
- Genre : documentaire
- Durée : 106 minutes
- Dates de sortie (Dates sujettes à modification)[2] :
  - États-Unis : 23 janvier 2025 (festival du film de Sundance)[3]

## Récompenses et distinctions
- Festival du film de Sundance 2025[4],[5] : Prix de la mise en scène (World Documentary Competition) pour Mstyslav Tchernov[6]